# Дані Данон
Дані Данон (івр. דני דנון‏‎‎, нар. 8 травня 1971, Рамат-Ган) — ізраїльський політик. Член Кнесету від партії Лікуд з 2009. З 2013 по 2014 він обіймав посаду заступника міністра оборони.
Він вивчав громадське управління та суспільну політику в Єврейському університеті в Єрусалимі. Проходив обов'язкову військову службу в Армії оборони Ізраїлю з 1994 по 1996, має звання лейтенанта.
У 1996 році він став помічником депутата Узі Ландау. Пізніше він став головою всесвітнього руху Бейтар. Невдало балотувався на виборах до Кнесету у 2006, у тому ж році обраний головою Всесвітнього Лікуду.
Одружений, має трьох дітей.